# Коммиссионг, Жанель
Жанель «Пенни» Коммиссионг (англ. Janelle Commissiong; 15 июня 1953, Порт-оф-Спейн, Тринидад и Тобаго) — тринидадо-тобагианский политик, бывшая модель, королева красоты. Первая темнокожая женщина, выигравшая конкурс «Мисс Вселенная» (1977).

## Биография
В 13-летнем возрасте вместе со своими родителями эмигрировала в США. Училась в Технологическом институте моды в Нью-Йорке (Fashion Institute of Technology).
В 1976 году вернулась на родину и с успехом приняла участие в местном конкурсе красоты «Мисс Тринидад и Тобаго». В 1977 году была делегирована на конкурс «Мисс Вселенная» в Санто-Доминго (Доминиканская Республика), где также одержала победу среди 61 претендентки.
За четыре дня до финала Ж. Коммиссионг получила специальные награды Мисс Фотогеничность, выиграла конкурс на лучший национальный костюм, став первой чернокожей женщиной, получившей эти награды в истории конкурса «Мисс Вселенная».
За время её пребывания в почётном звании «Мисс Вселенная» выступала защитницей прав чернокожих и мира во всем мире, затем короновала свою преемницу Маргарет Гардинер из ЮАР.
В 1977 году была удостоена высшей награды Тринидада и Тобаго — Креста Троицы, в её честь были выпущены три тринидадские почтовые марки.
Работала в качестве заместителя председателя Департамента развития туризма Тринидада и Тобаго.